# Sium sisarum
La sedanina (Sium sisarum L.) è una pianta erbacea della famiglia delle Apiaceae.
La sedanina presenta un gruppo di radici bianche brillanti, dolciastre, alquanto aromatiche, ciascuna di circa 15–20 cm di lunghezza. Queste vengono utilizzati come verdura allo stesso modo della scorzobianca, della scorzonera e della pastinaca.

## Coltivazione

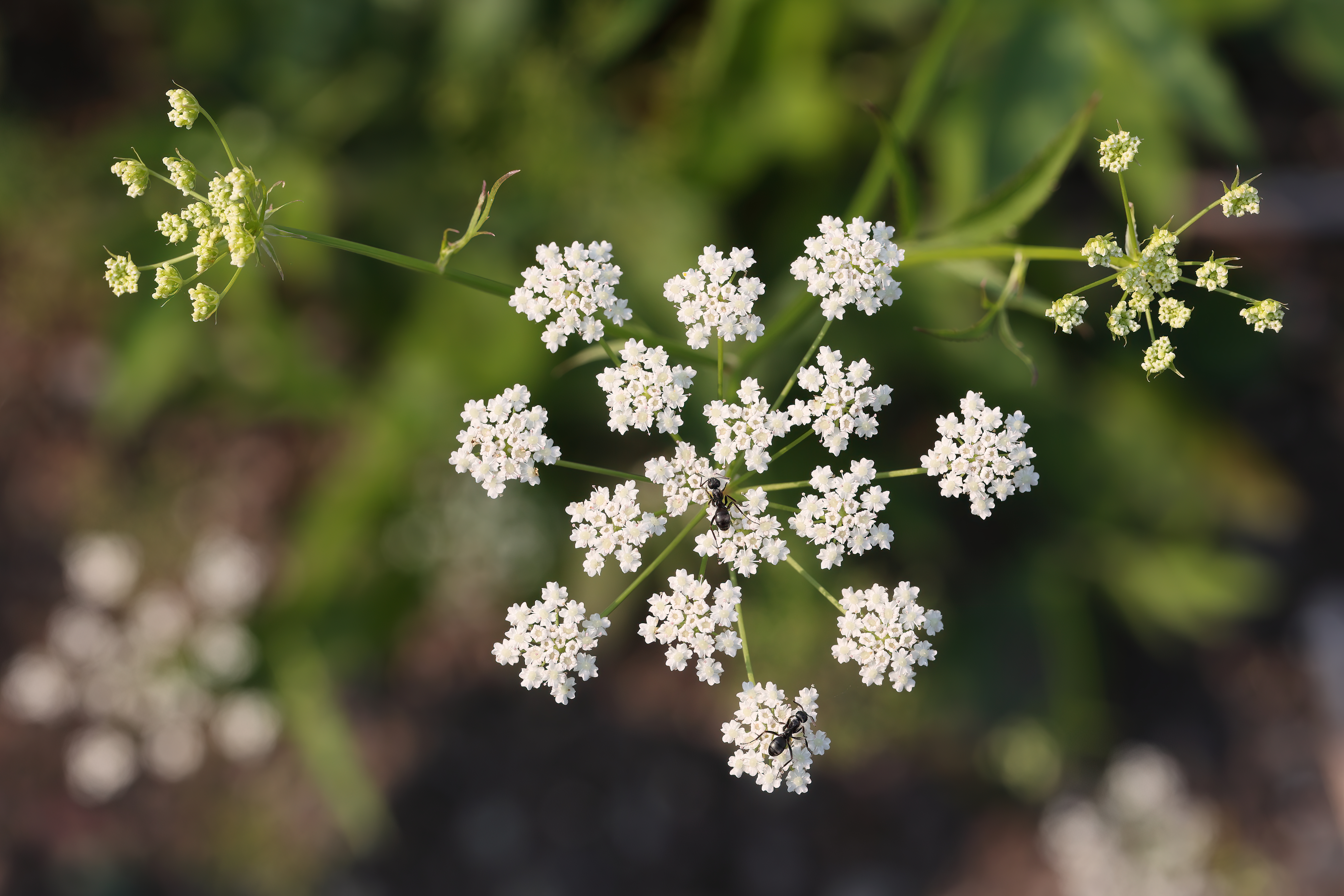
Fiori di sedanina

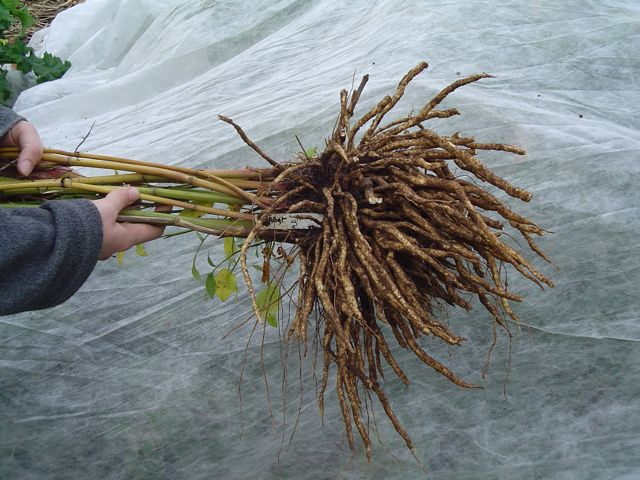
Radici di sedanina

La sedanina è una pianta erbacea perenne che raggiunge un'altezza compresa tra 30 e 150 cm. La pianta forma un fascio di radici bianche e ispessite (spesse circa un dito), che sembrano simili alle radici delle patate dolci o delle dalie, ma sono significativamente più sottili e raggiungono una lunghezza da 15 a 20 cm, alcuni anche fino a 30 cm. La radice mediana è quella più sviluppata. Il colore delle radici va dal grigio al bianco, la polpa è bianca. Si formano 10–15 radici individuali, cilindriche e leggermente affusolate che hanno un nucleo fibroso alquanto lignificato.
Le foglie sono imparipennate con 3-11 foglioline. Le foglioline strette sono lunghe fino a 7 cm e hanno il bordo fogliare uniformemente seghettato.
La pianta fiorisce in luglio e agosto e ciò avviene per la prima volta nel secondo anno dopo la semina. I fiori sono riuniti in infiorescenze terminali doppie a ombrella. I fiori piccoli e profumati sono a forma di stella e sono quintuplici, con petali bianchi lunghi circa 1 mm.
I frutti marroni (acheni) con coste più chiare sono corti e ricordano quelli delle carote..Il frutto ha un diametro da 2 a 2,5 mm e una lunghezza da 2 a 3,5 mm.

## Distribuzione e habitat
L'areale nativo della sedanina si estende nelle zone a clima temperato che vanno dall'Europa centro-orientale e sud-orientale alla Siberia sud-occidentale e all'Afghanistan settentrionale.

## Usi
La pianta viene utilizzata principalmente come ortaggio a radice. La radice viene bollita in acqua o fritta. La polpa è farinosa e ha un sapore dolce e aromatico. Le radici annuali hanno un sapore migliore. Le foglie che spuntano in primavera sono molto aromatiche e possono essere utilizzate nelle insalate miste.